# 春日 (装甲巡洋艦)
春日（かすが）は、日本海軍の軍艦。
日本海軍の類別は一等巡洋艦（装甲巡洋艦）。
春日型装甲巡洋艦の1番艦。同型艦は日進。
「春日」は日露戦争で活躍。旧式化により1921年（大正10年）9月1日付で海防艦に類別変更される。
その後は練習艦（運用術練習艦）として運用された。太平洋戦争終結直前の1945年（昭和20年）7月18日、横須賀港でアメリカ海軍空母機動部隊の空襲を受け沈没した。
艦名は春日山に由来する。
日本海軍艦艇の艦名としては2代目（初代は、江戸時代末期から明治初期の春日艦）。

## 艦歴
19世紀後半から20世紀初頭にかけてアルゼンチンとチリはパタゴニア地方の領有権をめぐって対立して建艦競争を繰り広げており、1901年にはアルゼンチンはイタリアのアンサルド社に装甲巡洋艦2隻を発注した。そのうちの一隻、「Bernardino Rivadavia」がのちの「春日」である。1901年12月23日に契約が結ばれ、1902年3月10日に起工。同年10月22日に進水した。その時は「San Mitra」と仮称されている。しかし、1902年に両国の対立の解消がなされ、2隻は売りに出された。当時日露関係が悪化しており、ロシアが2隻の購入を試みたが、それは失敗した。ついでに日本が交渉し、1903年12月30日に契約が締結された。
1901年1月1日、「Bernardino Rivadavia」が「春日」、もう一隻が「日進」と命名される。また、同日附で2隻は一等巡洋艦に類別された。2隻は1月7日に日本に引き渡され、1月9日にジェノバを出発して2月16日に横須賀に到着した。
5月15日未明、旅順港閉塞作戦に従事中の本艦と二等巡洋艦「吉野」は衝突、春日艦首の衝角が食い込み「吉野」は沈没した。本事故を受けて筑波以降の日本海軍艦艇は衝角を廃止するに至った。なお同日、日本海軍は戦艦2隻（初瀬、八島）をロシア海軍の機雷により喪失している。
8月10日、黄海海戦参加。
1905年（明治38年）5月27日から5月28日にかけて日本海海戦参加。7月21日、第3艦隊に所属し樺太占領作戦に参加。
1914年（大正3年）8月、第一次世界大戦によりアモイ、フィリピン、インド洋、南シナ海で作戦行動に参加。
1917年（大正6年）9月14日、オーストラリア西岸で座礁事故。
1918年（大正7年）1月11日、蘭印（現・インドネシア）バンカ海峡で座礁事故。
1920年（大正9年）5月、祝典参加のためアメリカ合衆国に向かう。
1921年（大正10年）9月1日、日露戦争時の主力艦艇は海防艦に類別され、「春日」も一等海防艦となる。
1922年（大正11年）9月より、シベリア出兵により沿海州警備に参加。座礁した「三笠」救援任務に従事する。
1925年（大正14年）12月1日、浮き校舎となった特務艦富士の代艦として、運用術練習艦となる（引続き海防艦籍）。横須賀鎮守府の警備艦としての役務も担った。
1929年（昭和4年）1月、南洋諸島兵要調査に参加。
1934年（昭和9年）1月、南洋諸島ローソップ島の日食観測活動に参加。4月1日 海軍航海学校所属の練習艦となる（実艦教育用）。
1942年（昭和17年）7月1日、日露戦争時より在籍の本艦ふくめ、各艦は軍艦籍より除籍。
特務艦に類別変更される。
1945年（昭和20年）7月18日、横須賀空襲で第38任務部隊の艦上機より空襲を受ける。春日は大破して転覆した。11月30日 除籍。

## 年表
- 明治35年（1902年）3月10日 - 起工。同年10月22日、進水。
- 明治37年（1904年）1月7日 - 竣工。
- 明治36年（1903年）12月30日 日本海軍が購入。春日と命名。
- 明治37年（1904年）1月2月16日 横須賀に到着。4月6日 第1艦隊第1戦隊所属。5月15日、二等巡洋艦吉野との衝突事故発生（吉野沈没）[25]。8月10日 黄海海戦参加。
- 明治38年（1905年）5月27、28日 日本海海戦参加。7月21日 第3艦隊に所属し樺太占領作戦に参加。
- 明治39年（1906年）4月12日 主砲弾1発を皇居に設置（後に早大通りに移設）。
- 大正3年（1914年）8月  第一次世界大戦によりアモイ、フィリピン、インド洋、南シナ海で作戦行動に参加。
- 大正6年（1917年）9月14日 オーストラリア西岸で座礁事故。
- 大正7年（1918年）1月11日 蘭印（現・インドネシア）バンカ海峡で座礁事故。後にシンガポールで修理。
- 大正10年（1921年）9月1日 一等海防艦[26]
- 大正11年（1922年）9月〜 シベリア出兵により沿海州警備に参加。
- 大正14年（1925年）12月1日 運用術練習艦
- 昭和4年（1929年）1月 南洋諸島兵要調査に参加。
- 昭和6年（1931年）6月1日 海防艦
- 昭和9年（1934年）1月 南洋諸島ローソップ島の日食観測活動に参加。4月1日、練習艦。
- 昭和17年（1942年）7月1日 軍艦籍より除籍[22]。特務艦に類別変更[23]。
- 昭和20年（1945年）7月18日 横須賀において米軍艦載機の爆撃（横須賀空襲）を受け大破着底。11月30日 除籍。

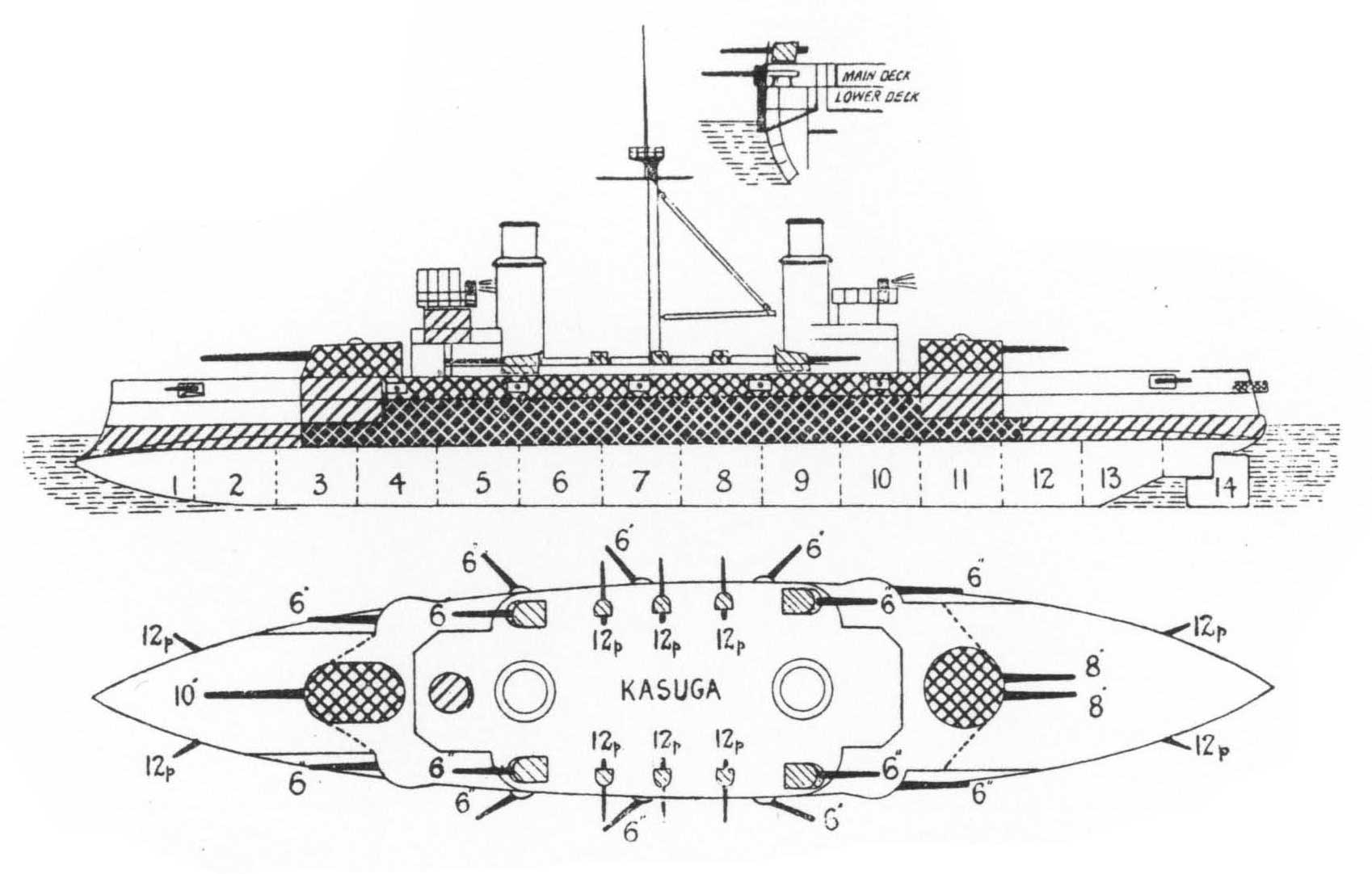
春日

- 昭和23年（1948年） 引揚、解体。

## 艦長
※『日本海軍史』第9巻・第10巻の「将官履歴」及び『官報』に基づく。
- 大井上久麿 大佐：1904年2月16日 - 1905年1月7日
- 加藤定吉 大佐：1905年1月7日 - 12月12日
- 仙頭武央 大佐：1905年12月12日 - 1906年4月7日
- 東伏見宮依仁親王 大佐：1906年4月7日 - 12月24日
- 土屋光金 大佐：1906年12月24日 - 1908年4月20日
- 山縣文蔵 大佐：1908年4月20日 - 8月28日
- 荒川規志 大佐：1908年8月28日 - 12月10日
- 竹下勇 大佐：1908年12月10日 - 1909年7月10日
- 山口九十郎 大佐：1909年7月10日 - 12月1日
- 笠間直 大佐：1909年12月1日 - 1910年7月25日
- 岡田啓介 大佐：1910年7月25日 - 1911年1月4日
- 森山慶三郎 大佐：1911年1月4日 - 12月1日
- 真田鶴松 大佐：1911年12月1日 - 12月22日
- 町田駒次郎 大佐：1911年12月22日 - 1912年12月1日
- 水町元 大佐：1912年12月1日 - 1913年4月1日
- 奥田貞吉 大佐：1913年5月24日 - 不詳
- 坂本重国 大佐：不詳 - 1915年12月13日
- 中里重次 大佐：1915年12月13日 - 1916年12月1日
- 大谷幸四郎 大佐：1916年12月1日 - 1917年12月1日
- 宇佐川知義 大佐：1917年12月1日 - 1919年2月6日
- 南郷次郎 大佐：1919年2月6日 - 8月5日
- 寺岡平吾 大佐：1919年8月5日 - 1920年11月20日
- 高橋宗三郎 大佐：1920年11月20日 - 1921年12月1日[27]
- 大湊直太郎 大佐：1921年12月1日 - 1922年8月25日
- 中村良三 大佐：1922年8月25日 - 12月1日
- 米内光政 大佐：1922年12月10日 - 1923年3月5日
- 百武源吾 大佐：1923年3月5日 - 12月1日
- 濱野英次郎 大佐：1923年12月1日 - 1924年5月7日
- 向田金一 大佐：1924年5月7日 - 12月1日[28]
- 湯地秀生 大佐：1924年12月1日 - 1925年4月15日
- 大谷四郎 大佐：1925年4月15日 - 1925年12月1日
- 太田質平 大佐：1925年12月1日 - 1929年2月8日
- 小野弥一 大佐：1929年2月8日 - 1931年12月1日
- 大田垣富三郎 大佐：1931年12月1日 - 1933年11月15日
- 丹下薫二 大佐：1933年11月15日 - 1934年11月15日
- 松浦永次郎 大佐：1934年11月15日 - 1936年12月1日
- 梶岡定道 大佐：1936年12月1日 - 1938年6月15日
- （兼）中邑元司 大佐：1938年6月15日 - 7月15日

## 特徴
春日は同型艦の日進とともに日本で初めて淡緑色のホットベネジアン船底塗料を採用した艦であった。この塗装は艤装したイギリスによって行われたが、同国海軍が地中海艦隊に採用したものだった。地中海は海水温が高く附着生物の多い海域であり、イギリス軍は北海艦隊には普通の赤褐色船底塗料を使用していた。日本の海軍当局はヨーロッパから回航された春日・日進を検査した際に発錆や附着生物が少ないことに驚き、以後連合艦隊の主力艦にホットベネジアン船底塗料を採用するようになった。

## ギャラリー

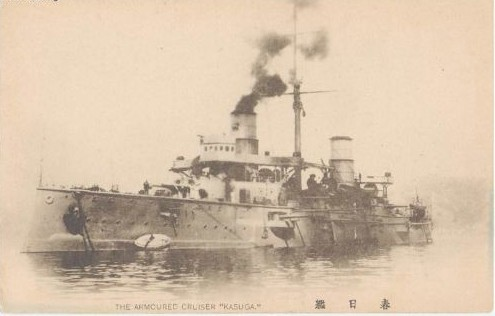
1904ポストカード
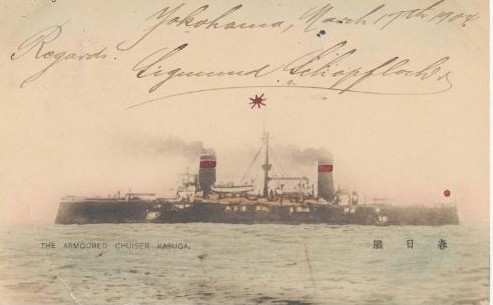
1904ポストカード
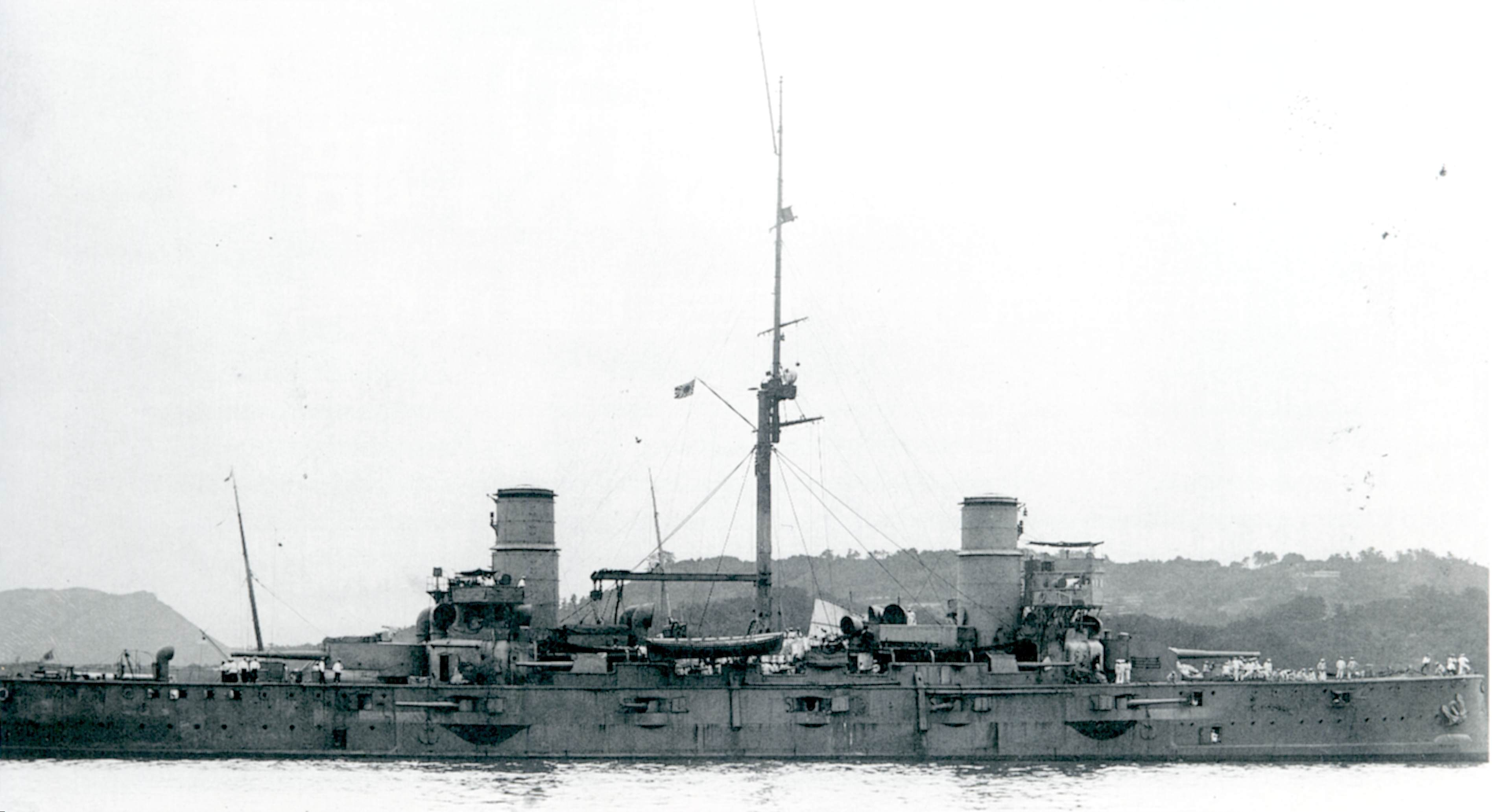
1905海戦後の佐世保
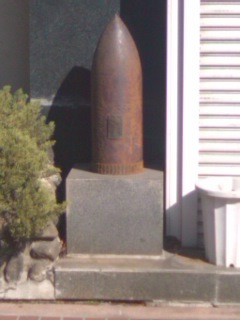
主砲弾早大通り